# Santa Inês (Paraná)
Santa Inês es un municipio brasileño del estado del Paraná, localizado al Noroeste del Paraná, su población estimada en 2006 es de 2.526 habitantes. La ciudad está en el límite con el río Paranapanema, que también hace límite con el estado de São Paulo.